# Aeroportul Sulayel
Aeroportul Sulayel (IATA: SLF, ICAO: OESL) este un aeroport din Provincia Riad, Arabia Saudită.
Situat la o altitudine de 613 m, aeroportul dispune de o singură pistă.